# Constituição da República Socialista Soviética Ucraniana

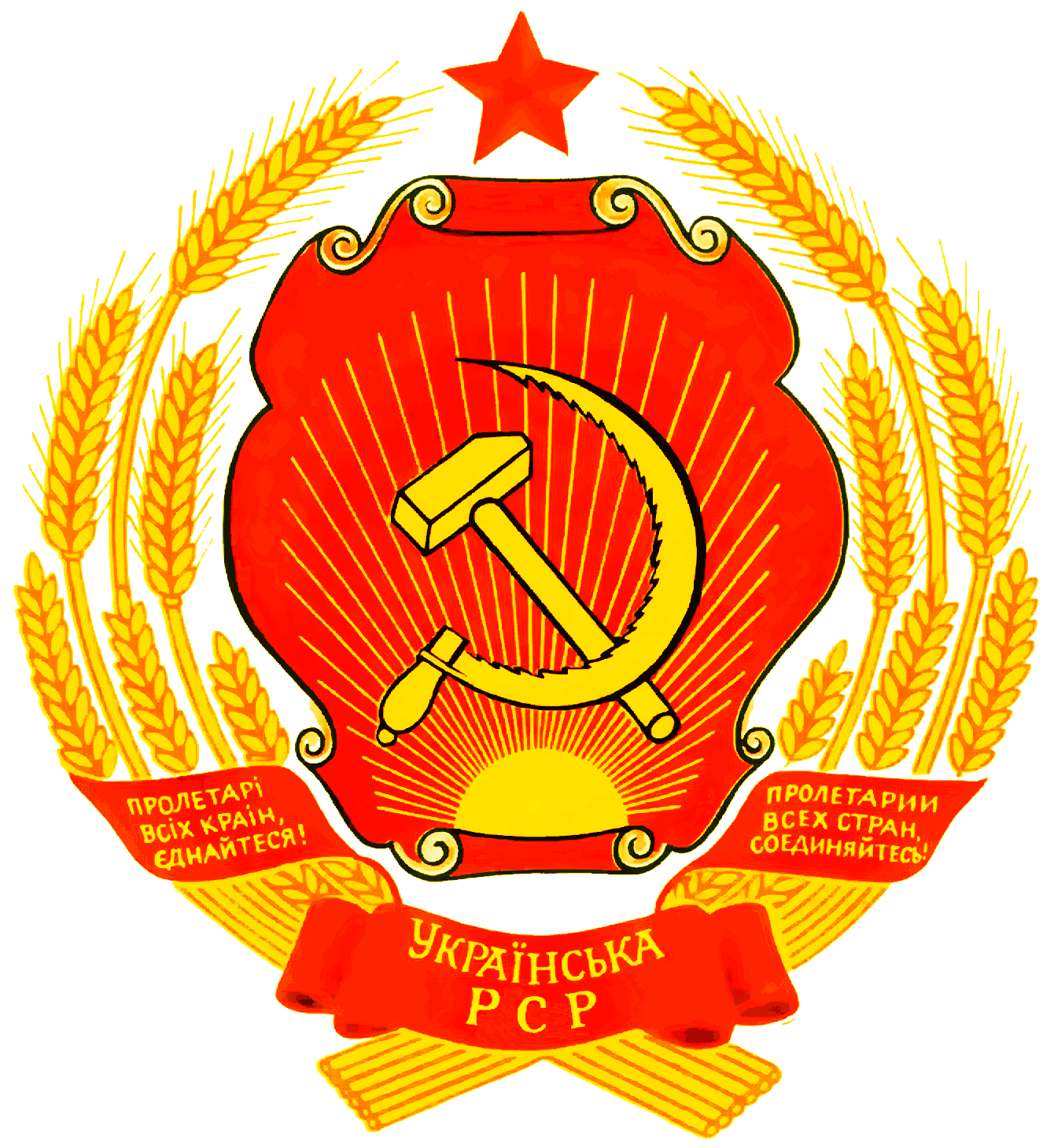
Brasão de armas da RSSU

A Constituição da República Socialista Soviética da Ucrânia (em ucraniano: Конституція УРСР) foi uma lei fundamental na RSSU, esta que fez parte da União Soviética. De 1919 a 1991, foram impressas quatro edições da constituição. Três delas na língua ucraniana, e a primeira de todas (a de 1919), na língua russa.